# Sementes de Mudança
A Sementes de Mudança é uma editora com sede em Évora, Portugal, que se dedica essencialmente à tradução de autores clássicos gregos e latinos para português, assim como à edição de obras técnicas de música erudita.

## Autores Publicados
- Plutarco
- Xenofonte
- Erwin Rommel
- François Couperin
- Joaquim de Vasconcellos
- Richard Wagner
- Franz Liszt